# 12月27日
12月27日（じゅうにがつにじゅうしちにち）は、グレゴリオ暦で年始から361日目（閏年では362日目）にあたり、年末まであと4日ある。

## できごと
- 537年 - ユスティニアヌス1世によるハギア・ソフィア大聖堂の献堂式が挙行される。
- 694年（持統天皇8年12月6日） - 持統天皇が飛鳥浄御原宮から藤原京に遷都する。
- 784年（延暦3年11月11日） - 桓武天皇が長岡京に遷都する。
- 1457年（長禄元年12月2日）- 長禄の変起こる。
- 1703年 - イングランドとポルトガルがメシュエン条約に調印。
- 1831年 - チャールズ・ダーウィンがイギリス海軍の海洋測量艦ビーグル号に乗り世界一周に出発。
- 1871年 - 明治通宝100円　50円　10円　5円　が布告。
- 1885年 - 浅草寺表参道の両側の「仲見世」を近代的な煉瓦造の建物に建て替え（現在の仲見世の発祥）。
- 1895年 - 上野鉄道（現上信電鉄）設立[1]。
- 1904年 - ジェームス・バリーの童話劇『ピーター・パン』がロンドンで初演。
- 1922年 - 横須賀海軍工廠で世界初となる日本海軍の航空母艦「鳳翔」が竣工。
- 1923年 - 難波大助が裕仁親王（のちの昭和天皇）を狙撃した虎ノ門事件が発生。
- 1924年 - 北海道小樽市の国鉄手宮駅でダイナマイトが爆発。死者87人。
- 1926年 - 陸軍機密費横領問題で田中義一、山梨半造が不起訴処分となる。
- 1932年 - ニューヨークに世界最大のホール・ラジオシティ・ミュージックホールが開場。
- 1933年 - 神中鉄道（現相模鉄道）の横浜駅が開業。
- 1936年 - 東京都新島付近を震源とする地震が発生。新島村で死者3人、負傷者50人、家屋全壊20戸、半壊350戸、破損350戸。ほぼ全ての住戸に被害[2]。
- 1937年 - 満州重工業設立。
- 1939年 - トルコ東部エルズィンジャン県でマグニチュード7.8の地震（エルジンジャン地震）が発生。死者約3万3000人。
- 1945年 - 国際通貨基金 (IMF) と国際復興開発銀行（世界銀行）を設立するためのブレトン・ウッズ協定が発効。
- 1945年 - ベルギーが国際連合に加盟。
- 1946年 - 第1次吉田内閣が石炭・鉄鋼を中心に増産する傾斜生産方式の採用を決定。
- 1949年 - オランダがインドネシアの主権を放棄し、インドネシアの独立を承認。
- 1956年 - 日本放送協会 (NHK) と日本テレビにカラーテレビの実験放送許可が下りる。
- 1958年 - 国民健康保険法公布。
- 1958年 - 鹿児島県瀬戸内町で大火。町役場や警察署、郵便局、水産試験場など1547戸が全焼。翌日鎮火。住民約100人が負傷[3]。
- 1959年 - 文京公会堂で第1回日本レコード大賞開催。
- 1960年 - 第2次池田内閣が所得倍増計画を閣議決定。
- 1966年 - 衆議院解散（黒い霧解散）。
- 1968年 - 都営地下鉄6号線（現在の三田線）巣鴨駅 - 志村駅（現在の高島平駅）が開業。
- 1968年 - マルセル盗難事件。
- 1971年 - 群馬県草津温泉スキー場の殺生河原で、スキーヤー6人が火山ガスにより中毒死[4]。
- 1972年 - 朝鮮民主主義人民共和国社会主義憲法制定。
- 1977年 - 阪神電気鉄道が「軌道」から「地方鉄道」へと変更。
- 1979年 - アフガニスタン紛争: ソ連がアフガニスタンの大統領宮殿を襲撃し、ハフィーズッラー・アミーン革命評議会議長（書記長）を殺害。
- 1980年 - 国鉄再建法が公布・施行。
- 1980年 - レンデルシャムの森事件。
- 1982年 - 加藤保男が冬期エベレスト登頂に成功、帰途消息を絶つ。
- 1983年 - 新自由クラブと連立し第2次中曽根内閣発足。55年体制下初の連立内閣。
- 1985年 - ローマ空港・ウィーン空港同時テロ事件
- 1985年 - 祝日法が改正され、国民の休日が設けられる。
- 1987年 - 横綱双羽黒光司が親方から私生活の乱れを注意され激怒し失跡。12月31日、親方から提出された廃業届を相撲協会が受理。
- 1988年 - 竹下登改造内閣が発足。
- 1989年 - 将棋の羽生善治が竜王に。10代として棋界初のタイトル保持者に。
- 1995年 - 東海道新幹線の三島駅で、新幹線開業以来の初の旅客死亡事故（三島駅乗客転落事故）。
- 1995年 - 名神高速道路の秦荘PA（滋賀県愛荘町）から東名高速道路の赤塚PA（愛知県豊川市）間で日本最長記録となる154 kmの渋滞が発生。
- 1997年 - 新進党の党両院議員総会で解散を決定。
- 1999年 - 団体規制法施行。
- 1999年 - マイクロソフトのベータ版オペレーティングシステムの、Windows Neptuneの最新安定版がリリース。
- 2004年 - マグネターSGR 1806-20の星震が地球で観測される。
- 2007年 - パキスタン元首相ベーナズィール・ブットーが暗殺（英語版）される。
- 2007年 - ケニア危機が始まる。
- 2008年 - ガザ紛争: イスラエルがロケット弾攻撃への報復としてガザ地区を空爆[5]。
- 2023年 - 日本初のモノレールであった東京都交通局上野懸垂線がこの日をもって廃止[6]。（最終営業日は2019年11月30日）

## 誕生日

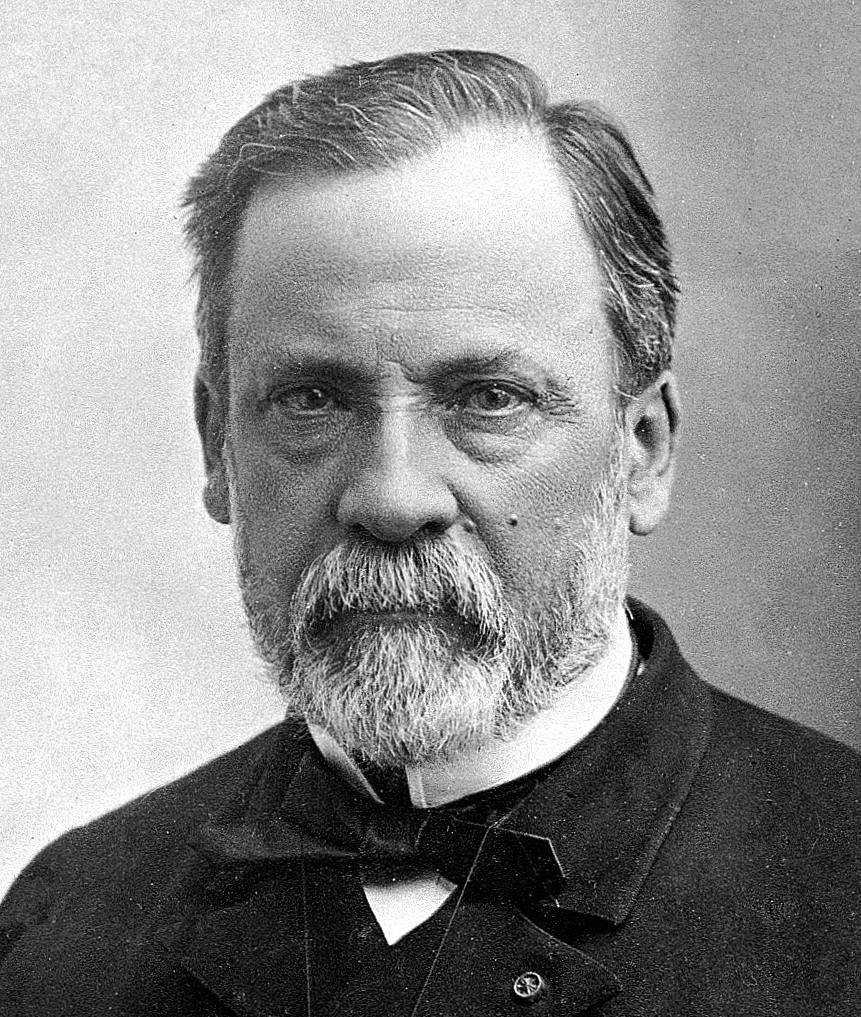
フランスの生化学者・細菌学者ルイ・パスツール(1822-1895)誕生。

- 1571年 - ヨハネス・ケプラー、天文学者（+ 1630年）
- 1675年（延宝3年11月11日） - 毛利匡広、第6代長府藩主（+ 1729年）
- 1755年 - アントン、ザクセン王（+ 1836年）
- 1731年（享保16年11月29日） - 稲垣昭央、第2代鳥羽藩主（+ 1790年）
- 1739年（元文4年11月27日） - 亀井矩貞、第7代津和野藩主（+ 1814年）
- 1771年（明和8年11月22日） - 喜連川彭氏、第8代喜連川藩主（+ 1833年）
- 1798年（寛政10年11月21日） - 細川興建、第8代谷田部藩主（+ 1856年）
- 1809年（文化6年11月21日） - 牧野康命、第8代小諸藩主（+ 1832年）
- 1822年 - ルイ・パストゥール、細菌学者（+ 1895年）
- 1832年 - トーマス・ブラキストン、軍人、貿易商、探検家、博物学者（+ 1891年）
- 1867年（慶応3年12月2日） - 三橋四郎、建築家（+ 1915年）
- 1867年 - レオン・ドラクロワ、政治家、ベルギー首相（+ 1929年）
- 1871年 - ニコライ・パニン、フィギュアスケート選手（+ 1956年）
- 1876年 - 大谷光瑞、浄土真宗本願寺派門主（+ 1948年）
- 1880年 - テオドール・リット、教育学者、哲学者（+ 1962年）
- 1885年 - 十三ノ浦金四郎、力士（+ 1914年）
- 1889年 - 清元寿兵衛 (2代目)、三味線奏者、清元節三味線方（+ 1966年）
- 1896年 - 内田恵太郎、魚類学者、九州大学名誉教授（+ 1982年）
- 1898年 - 浅沼稲次郎、政治家（+ 1960年）
- 1899年 - 三輪知雄、植物学者、生化学者、筑波大学初代学長（+ 1979年）
- 1901年 - マレーネ・ディートリヒ、女優（+ 1992年）
- 1911年 - セルヴァーンスキ・エンドレ、作曲家（+ 1977年）
- 1919年 - 天川清三郎、プロ野球選手（+ 1944年）
- 1920年 - ロバート・ホイッタカー、生物学者（+ 1980年）
- 1922年 - 岡部冬彦、漫画家（+ 2005年）
- 1925年 - ミシェル・ピコリ、映画俳優（+ 2020年）
- 1930年 - ノーム・ラーカー、元プロ野球選手（+ 2007年）
- 1931年 - 高橋達也、ジャズ・テナーサックス奏者、バンドリーダー（+ 2008年）
- 1941年 - 二橋正弘、官僚、元自治事務次官
- 1942年 - ロナルド・ラネカー、言語学者
- 1943年 - 加藤登紀子、シンガーソングライター
- 1943年 - ロイ・ホワイト、元プロ野球選手
- 1944年 - 斉藤斗志二、政治家、自民党衆議院議員
- 1945年 - 磯村和英、ヴィオラ奏者、ヴァイオリン奏者
- 1949年 - テリー伊藤、演出家
- 1949年 - 南川秀樹、官僚、元環境事務次官
- 1950年 - 奈美悦子、女優
- 1950年 - 楠岡英雄、医師、医学者
- 1950年 - 高橋薫、フランス研究者、中央大学名誉教授
- 1950年 - 柴田正敏、政治家
- 1950年 - テリー・ボジオ、ドラマー
- 1950年 - 福士敬章、元プロ野球選手（+ 2005年）
- 1951年 - サンディー、歌手
- 1952年 - ラム・チェンイン、俳優、スタントマン（+ 1997年）
- 1952年 - マーク・ブダスカ、元プロ野球選手
- 1952年 - 石川セリ、歌手
- 1953年 - 山田雅稔、空手家、公認会計士
- 1953年 - 稲葉的海、調教助手、元騎手
- 1953年 - 陳時中、政治家、歯科医師
- 1955年 - 橘家富蔵、落語家
- 1955年 - 役所広司、俳優 ※実際の出生日。戸籍上の生年月日は1956年1月1日
- 1956年 - 青柳政司、元プロレスラー（+ 2022年）
- 1957年 - 星野順一郎、政治家、歯科医師、千葉県我孫子市長
- 1957年 - ティム・ウィザスプーン、プロボクサー
- 1958年 - 都志見隆、作曲家
- 1958年 - 真柴ひろみ、漫画家
- 1958年 - トニー・タッカー、プロボクサー
- 1958年 - 小川達明、元プロ野球選手
- 1958年 - 鄭問、漫画家（+ 2017年）
- 1959年 - 北村優子、元アイドル、女優、タレント
- 1959年 - 高田晴行、警察官（+ 1993年）
- 1960年 - 6代木村玉治郎、大相撲三役格行司
- 1960年 - 鈴木英治、小説家
- 1960年 - 井之上隆志、俳優（+ 2017年）
- 1961年 - 山下将仁、アニメーター
- 1962年 - 三浦堅治、元騎手、調教助手
- 1964年 - 藤井尚之、ミュージシャン（元チェッカーズ）
- 1965年 - 橘高文彦、ギタリスト（筋肉少女帯）
- 1965年 - サルマーン・カーン、俳優
- 1966年 - 福田正博、元サッカー選手
- 1966年 - ビル・ゴールドバーグ、プロレスラー
- 1967年 - 大木ミノル、映画監督
- 1968年 - 濱田マリ、タレント、女優（元モダンチョキチョキズ）
- 1968年 - 岩沢慶明、ラジオパーソナリティ、スタジアムDJ
- 1968年 - 渡辺三重、元体操競技選手
- 1970年 - 神田利則、タレント（元いいとも青年隊）
- 1970年 - 飛鳥井豊、声優
- 1970年 - 山崎直子、宇宙飛行士
- 1971年 - 海原ともこ、漫才師（海原やすよ・ともこ）
- 1971年 - 三浦新一郎、銀行家、三浦新七博士記念会理事
- 1972年 - 武田幸三、キックボクサー
- 1972年 - 土屋大輔、俳優
- 1972年 - 土屋圭輔、俳優
- 1972年 - 堀川早苗、女優、タレント
- 1972年 - 青山祐子、元アナウンサー
- 1972年 - ニクラス・エンゲリン、ミュージシャン
- 1974年 - 伊藤元昭、実業家、俳優、歌手
- 1974年 - 折笠富美子、声優
- 1974年 - マシ・オカ、俳優、VFXアーティスト
- 1974年 - 和田洋人、漫画家（+ 2021年）
- 1975年 - ヘザー・オルーク、子役 （+ 1988年）
- 1976年 - 西義之、漫画家
- 1976年 - 大坪貴史、俳優
- 1976年 - 竹原ピストル、ミュージシャン（元野狐禅）、俳優
- 1976年 - PES、MC（元RIP SLYME）
- 1977年 - TSUBOI、MC（アルファ）
- 1977年 - 安藤優也、元プロ野球選手
- 1977年 - 森藤恵美、フリーアナウンサー、ラジオパーソナリティ
- 1978年 - 増川洋一、声優
- 1980年 - 池田信太郎、元バドミントン選手
- 1981年 - 藤亀辰範、俳優、モデル
- 1981年 - アーマド・アジュテビ、騎手
- 1982年 - 支倉凍砂、小説家、漫画原作者
- 1982年 - 高山都、女優、モデル
- 1982年 - 児玉美代、ミュージシャン（元0930）
- 1982年 - 支倉凍砂、小説家、ライトノベル作家
- 1982年 - 皿屋豊[7]、競輪選手
- 1982年 - 鉄平、元プロ野球選手
- 1982年 - クリス・ジメネス、元プロ野球選手
- 1983年 - てつG、ミュージシャン（All Japan Goith）
- 1983年 - 桜 稲垣早希、お笑いタレント
- 1983年 - 森本友、マラソン選手
- 1983年 - コール・ハメルズ、プロ野球選手
- 1984年 - 代田和也、ラジオDJ
- 1985年 - 黄地裕樹、俳優、ミュージシャン（HIROZ、HIROZ SEVEN+）
- 1985年 - 川人千慧、作曲家、脚本家、小説家
- 1985年 - 坂井良多、お笑いタレント（鬼越トマホーク）
- 1985年 - 木﨑太郎、お笑いタレント（祇園）
- 1985年 - 伊東大貴、元スキージャンプ選手、指導者
- 1986年 - 中島梨紗、野球選手
- 1987年 - 鷲尾修斗、俳優
- 1987年 - 辻本好美、尺八奏者
- 1988年 - 山田大記、サッカー選手
- 1988年 - 高井友里、元タレント、元アイドル
- 1988年 - テギョン、歌手、俳優
- 1988年 - ヨアンナ・ブドネル、フィギュアスケート選手
- 1989年 - 内田真礼、声優、歌手、女優、タレント
- 1989年 - 櫻井孝之、俳優
- 1989年 - 横田美紀、女優、タレント
- 1989年 - 市川刺身、お笑いタレント（そいつどいつ）
- 1990年 - 国分優作、騎手
- 1990年 - 国分恭介、騎手
- 1990年 - 李博、バレーボール選手
- 1990年 - ミロシュ・ラオニッチ、プロテニス選手
- 1990年 - タイラー・ダフィー、プロ野球選手
- 1991年 - 原田千弘、ミュージカル俳優
- 1991年 - SHAKA、元プロゲーマー、ストリーマー
- 1991年 - 石川柊太、プロ野球選手
- 1993年 - 岡田龍太郎、 俳優
- 1993年 - 木村玲衣、女優
- 1993年 - 清原大夢、俳優
- 1993年 - 内田眞由美、実業家、タレント、元アイドル（元AKB48）
- 1993年 - オリヴィア・クック、女優
- 1994年 - 海鋒拓也、俳優、声優、歌手
- 1994年 - 松本享恭、俳優
- 1994年 - みなみ飛香、プロレスラー
- 1994年 - アイナ・ジ・エンド、歌手（元BiSH）
- 1995年 - 日下七海、女優、中国琵琶奏者
- 1995年 - 板東湧梧、プロ野球選手
- 1995年 - ティモシー・シャラメ、俳優
- 1996年 - 北村麗、アナウンサー
- 1996年 - 辰己涼介、プロ野球選手
- 1997年 - 稲場愛香、タレント、元アイドル（元Juice=Juice）
- 1997年 - 郡司裕也、プロ野球選手
- 1997年 - 中村友哉、陸上選手
- 1997年 - アナ・コニュ、テニス選手
- 1999年 - 高野海琉、俳優、モデル
- 1999年 - 堤可鈴、元アイドル（元アイドルカレッジ）
- 2000年 - 野口もなみ、アイドル（元GEM）
- 2000年 - 浜田芽来、サッカー選手
- 2003年 - 志賀愛咲、タレント（劇団4ドル50セント）
- 2004年 - ソ・ヨンウン、アイドル (Kep1er)
- 2005年 - 鈴川紗由、女優
- 2005年 - 千葉虎士、サッカー選手
- 生年不詳 - 伊藤衆人、CMディレクター、映像監督
- 生年不詳 - 橋爪千明、女優、声優
- 生年不詳 - 衣鳩志野[8]、声優
- 生年不詳 - 柏山奈々美、声優
- 生年不詳 - 桜井翼、声優

## 忌日

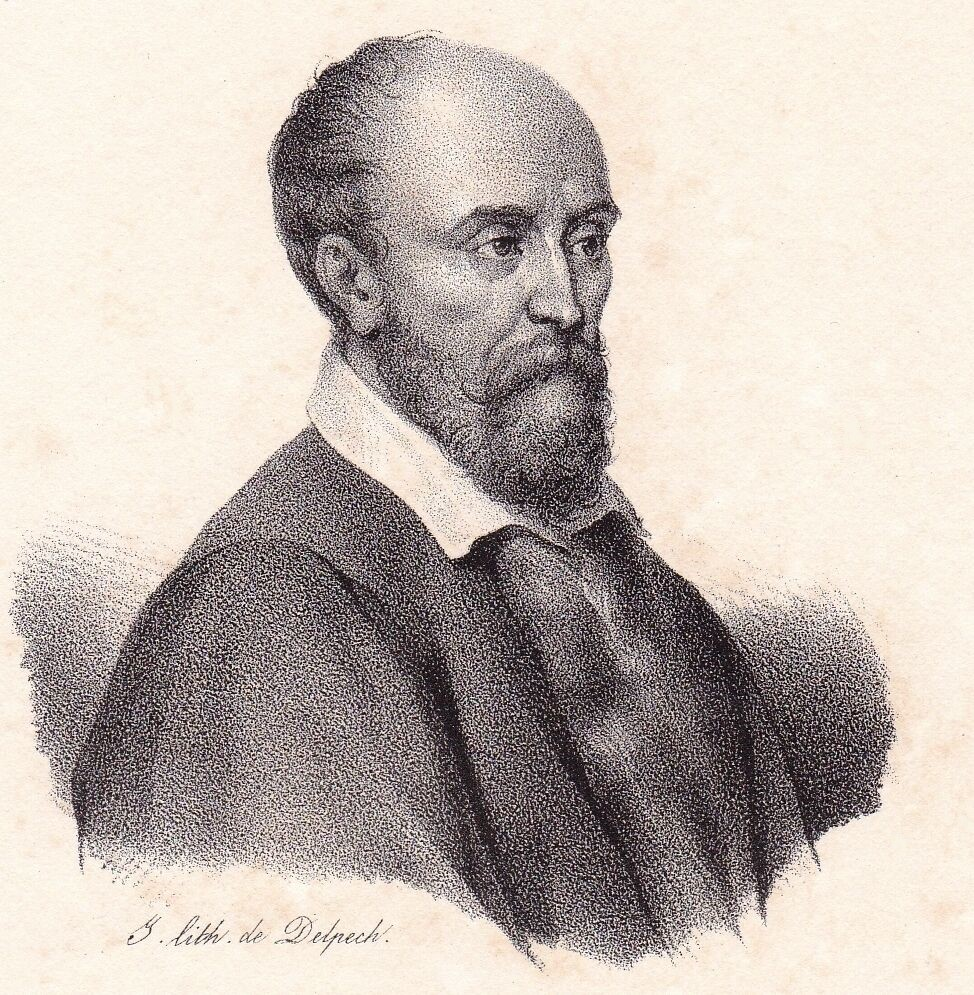
詩人ピエール・ド・ロンサール(1524-1585)没。薔薇(Eden85)にその名前を残す。

- 683年（弘道元年12月4日） - 高宗、唐の第3代皇帝（* 628年）
- 1585年 - ピエール・ド・ロンサール、詩人（* 1524年）
- 1592年（文禄元年11月24日） - 顕如、本願寺第11世門主（* 1543年）
- 1707年 - ジャン・マビヨン、歴史家（* 1632年）
- 1771年 - アンリ・ピトー、水理学者、土木技師（+ 1695年）
- 1743年 - イアサント・リゴー、画家（* 1659年）
- 1802年 - イエンス・ユール、画家（* 1745年）
- 1834年 - チャールズ・ラム、児童文学作家（* 1775年）
- 1836年 - スティーブン・オースティン、テキサス州の入植指導者（* 1793年）
- 1847年 - ジョゼフ・ロック、画家（* 1757年）
- 1891年 - アマーリア・リンドグレーン、画家（* 1814年）
- 1900年 - 初代アームストロング男爵ウィリアム・アームストロング、アームストロング砲の発明家、企業家（* 1810年）
- 1903年 - アドルフ・チェフ、指揮者（* 1841年）
- 1909年 - 依田學海、漢学者、文芸評論家、小説家、劇作家（* 1834年）
- 1914年 - チャールズ・マーティン・ホール、化学者、ホール・エルー法発明者（* 1863年）
- 1923年 - ギュスターヴ・エッフェル、建築家（* 1832年）
- 1925年 - 岡部長職、第13代岸和田藩主、東京府知事、司法大臣、枢密顧問官（* 1855年）
- 1925年 - セルゲイ・エセーニン、詩人（* 1895年）
- 1932年 - ジョン・カーティー、電子工学者（* 1861年）
- 1936年 - ハンス・フォン・ゼークト、元ドイツ陸軍総司令官（* 1866年）
- 1938年 - スーザン・マクダウェル・エイキンズ、画家（* 1851年）
- 1938年 - オシップ・マンデリシュターム、詩人（* 1891年）
- 1940年 - ルイ・アイエ、画家（*1864年）
- 1942年 - ウィリアム・G・モーガン、体育教師、バレーボール考案者（* 1870年）
- 1944年 - エイミー・ビーチ、作曲家、ピアニスト（* 1867年）
- 1944年 - 鈴木ひでる、化学者、日本人女性初の薬学博士（* 1888年）
- 1947年 - ヨハネス・ヴィンクラー、宇宙工学者（* 1897年）
- 1955年 - 清野謙次、医学者、人類学者、考古学者（* 1885年）
- 1956年 - マリールイズ、美容家、巴里院美容講習所（現マリールイズ美容専門学校）設立者（* 1875年）
- 1957年 - 砂田重政、政治家、第4代防衛庁長官（* 1884年）
- 1957年 - 山崎猛、政治家、第2代経済審議庁長官、第13代運輸大臣（* 1886年）
- 1959年 - アルフォンソ・レイエス、詩人、文芸評論家、外交官（* 1889年）
- 1962年 - 杉山宗次郎、官僚、政治家、公選初代長崎県知事（* 1891年）
- 1965年 - 14代竹中藤右衛門、実業家、政治家、元竹中工務店社長（* 1877年）
- 1965年 - 福井盛太、弁護士、検察官、政治家、元検事総長、元共立薬科大学理事長、日本野球機構初代コミッショナー（* 1885年）
- 1965年 - エドガー・エンデ、画家・児童文学作家（* 1901年）
- 1966年 - アーネスト・バージェス、社会学者（* 1886年）
- 1966年 - ギジェルモ・スタービレ、サッカー選手、指導者（* 1906年）
- 1972年 - 謝枢泗、実業家（* 1886年）
- 1972年 - レスター・B・ピアソン、政治家、第14代カナダ首相（* 1897年）
- 1972年 - 佐伯幸三、映画監督、脚本家（* 1912年）
- 1979年 - 三輪知雄、植物学者、生化学者、筑波大学初代学長（* 1899年）
- 1979年 - ハフィーズッラー・アミーン、アフガニスタンの指導者（* 1929年）
- 1980年 - 山田盛太郎、経済学者（* 1897年）
- 1981年 - ホーギー・カーマイケル、作曲家、歌手、ピアニスト、バンドリーダー（* 1899年）
- 1982年 - ジャック・スワイガート、宇宙飛行士（* 1931年）
- 1982年 - 加藤保男、登山家（* 1949年）
- 1984年 - 恩地三保子、児童文学翻訳家（* 1917年）
- 1985年 - オーレ・ヴァンシャー（英語版）、家具デザイナー、スカンジナビアデザイン主導者の一人（* 1903年）
- 1985年 - ハリー・ホップマン、テニス選手（* 1906年）
- 1986年 - 金子岩三、政治家、第33代科学技術庁長官、第6代農林水産大臣（* 1907年）
- 1986年 - ラーシュ＝エリク・ラーション、作曲家（* 1908年）
- 1987年 - 椋鳩十、小説家（* 1905年）
- 1987年 - 鏑木政岐、天文学者（* 1902年）
- 1988年 - ハル・アシュビー、映画監督（* 1929年）
- 1990年 - 宮崎博史、作家（* 1899年）
- 1990年 - 菊矢吉男、元プロ野球選手（* 1915年）
- 1991年 - 山根成之、映画監督（* 1936年）
- 1992年 - 平井啓之、フランス文学者（* 1921年）
- 1992年 - 大熊元司、プロレスラー（* 1941年）
- 1993年 - 岡崎平夫、政治家、第22-26代岡山県岡山市長（* 1909年）
- 1994年 - 駒田信二、作家、文芸評論家（* 1914年）
- 1995年 - シューラ・チェルカスキー、ピアニスト（* 1911年）
- 1995年 - アル・バーリック、メジャーリーグ審判（* 1915年）
- 1996年 - 広沢栄、脚本家、映画助監督、作家（* 1924年）
- 1997年 - タマラ・ティシケビッチ、砲丸投げ選手、1956年メルボルン五輪金メダリスト（* 1931年）
- 1998年 - 森乃福郎 (初代)、落語家（* 1935年）
- 1999年 - 玉井収介、教育心理学者、特殊教育学者（* 1923年）
- 2002年 - ルート・スヴェドベリ、陸上競技選手（* 1903年）
- 2002年 - ジョージ・ロイ・ヒル、映画監督（* 1921年）
- 2002年 - ダニエル・デファイエ、サクソフォーン奏者（* 1922年）
- 2002年 - 松井やより、ジャーナリスト、フェミニスト、元朝日新聞編集委員（* 1934年）
- 2003年 - 風間完、画家（* 1919年）
- 2003年 - エンリケ・ベルナット（英語版）、実業家、チュッパチャプス創業者（* 1923年）
- 2003年 - アラン・ベイツ、俳優（* 1934年）
- 2005年 - 若狭得治、元運輸官僚、元全日空社長（* 1914年）
- 2006年 - ボリス・グジ、ソビエト連邦の諜報員（* 1902年）
- 2006年 - ピエール・ドラノエ、作詞家（* 1918年）
- 2006年 - 石井裕士、プロゴルファー（* 1941年）
- 2007年 - イェジー・カヴァレロヴィチ、映画監督（* 1922年）
- 2007年 - ベーナズィール・ブットー、政治家、元パキスタン首相（* 1953年）
- 2008年 - ロケ・コルデロ、作曲家（* 1917年）
- 2008年 - アルフレート・プファフ、サッカー選手（* 1926年）
- 2008年 - 木村恒久、グラフィックデザイナー（* 1928年）
- 2008年 - デラニー・ブラムレット、ミュージシャン（* 1939年）
- 2009年 - 高林隆、サッカー選手（* 1931年）
- 2010年 - 伊藤正己、元最高裁判事、東京大学名誉教授 （* 1919年）
- 2011年 - 上條勝久、官僚、政治家（* 1910年）
- 2011年 - 新津義雄、実業家、丸新グループ創立者、第2代テレビ新潟放送網社長（* 1922年）
- 2011年 - マイケル・ダメット、哲学者（* 1925年）
- 2011年 - ヘレン・フランケンサーラー、画家（* 1928年）
- 2011年 - ジョニー・ウィルソン、アイスホッケー指導者、選手（* 1929年）
- 2012年 - ハリー・ケリー・ジュニア、俳優（* 1921年）
- 2012年 - 千石規子、女優（* 1922年）
- 2012年 - 菊地恒三郎、政治家、元栃木県真岡市長（* 1924年）
- 2012年 - 奥村昭雄、建築家、OMソーラー考案者、東京芸術大学名誉教授（* 1928年）
- 2012年 - ノーマン・シュワルツコフ、元軍人（* 1934年）
- 2012年 - 谷口節、声優、ナレーター（* 1947年）
- 2013年 - 山下英雄、政治家、元佐賀県鳥栖市長（* 1928年）
- 2014年 - 中村紀子子、声優（* 1923年）
- 2015年 - ハスケル・ウェクスラー、映画撮影監督（* 1922年）
- 2015年 - エルズワース・ケリー、画家（* 1923年）
- 2015年 - 上野一郎、教育者・経営学者、元産能大学・産能短期大学学長（* 1925年）
- 2015年 - デーブ・ヘンダーソン、プロ野球選手（* 1958年）
- 2016年 - 一龍齋貞鳳、講談師（* 1926年）
- 2016年 - クロード・ジェンサック、女優（* 1927年）
- 2016年 - キャリー・フィッシャー、女優、脚本家（* 1956年）
- 2017年 - 長谷部久雄、将棋棋士（* 1933年）
- 2018年 - 西原親、政治家、前福岡県みやま市長（* 1938年）
- 2018年 - 小紋潤、歌人、編集者、実業家（* 1947年）
- 2019年 - 神田時枝、女優（* 1919年）
- 2019年 - 遠藤武彦、政治家、第44代農林水産大臣（* 1938年）
- 2019年 - ドン・アイマス、ラジオパーソナリティ（* 1940年）
- 2019年 - ギャレット・リスト、トロンボーン奏者、ボーカリスト、作曲家（* 1943年）
- 2019年 - フィリップ・カール・ヤブロンスキー、シリアルキラー（* 1946年）
- 2020年 - 佐橋慶女、浄土宗僧侶、エッセイスト（* 1930年）
- 2020年 - 羽田雄一郎、政治家、第17代国土交通大臣、海洋政策担当大臣（* 1967年）
- 2021年 - 武藤高義、実業家、元カルピス社長（* 1938年）
- 2021年 - アンドリュー・ヴァクス、推理作家（* 1942年）
- 2022年 - フレッド・バレンタイン、元プロ野球選手（* 1935年）
- 2022年 - 朴亨國、美術史家（* 1965年）
- 2023年 - ジャック・ドロール、経済学者、政治家、元欧州委員会委員長、第11代フランス経済・財務大臣（* 1925年）
- 2023年 - 須田泰成、放送作家、脚本家、プロデューサー（* 1968年）
- 2023年 - イ・ソンギュン、俳優（* 1975年）
- 2024年 - 清原武彦、ジャーナリスト、元産経新聞社社長（* 1937年）
- 2024年 - チャールズ・シャイア、脚本家、映画監督、映画プロデューサー（* 1941年）
- 2024年 - 戸谷真人、アナウンサー（* 1946年）
- 2024年 - オリヴィア・ハッセー、女優（* 1951年）
- 2024年 - ダニエレ・バニョーリ、バレーボール指導者（* 1953年）
- 2024年 - 足立敏之、政治家（* 1954年）
- 2024年 - 若松豪、テレビプロデューサー（* 1972年）
- 2024年 - 柳瀬たかお、お笑い芸人（元ザ・やなせふなおか）（* 1975年）
- 2024年 - フアン・ハイメ、元プロ野球選手（* 1987年）

## 記念日・年中行事
- ピーターパンの日
1904年のこの日、イギリスの劇作家ジェームス・バリーの童話劇『ピーターパン』がロンドンで初演されたことに由来。
- 浅草仲見世記念日
1885年のこの日、浅草の仲見世が新装開業した。東側に82件、西側に57件の計139件が煉瓦作りで開店した。1923年9月1日の関東大震災で倒壊した後、鉄筋作りで再建された。
- 国際疫病対策の日
2019年からの新型コロナウイルスの大流行を機に、この日を疫病の大流行に対する備えの必要性を認識する日として、2020年12月7日に国連総会本会議によって可決された[9]。